# Leo Perutz
Pour les articles homonymes, voir Perutz.
Leo Perutz, né le 2 novembre 1882 à Prague, en Autriche-Hongrie, et mort le 25 août 1957 à Bad Ischl, est un écrivain autrichien de langue allemande du XXe siècle.

## Biographie

### Avant l'écriture
Fils aîné de Benedikt Perutz, industriel prospère dans le textile, Leo Perutz est issu d'une famille d'ascendance judéo-espagnole établie depuis au moins 1730 dans la ville de Rakovník. La famille, de confession juive, s'avère essentiellement laïque et peu religieuse. Leo hésite pour ses études entre les mathématiques et la littérature, pour se lancer finalement dans la première voie. Il quitte Prague à 17 ans pour étudier à Vienne. Il découvre une formule qui porte son nom, et publie un traité de jeu de bridge fondé sur le calcul des probabilités. En octobre 1907, il est employé comme actuaire par la compagnie d'assurances italienne Assicurazioni Generali, où Franz Kafka travaille aussi à la même période pendant quelques mois.
La capitale de l'Empire austro-hongrois est alors un foyer culturel de premier plan en Europe, à l'avant-garde du monde littéraire et intellectuel. La communauté culturelle viennoise, qui se réunit notamment dans les cafés, voit à cette époque l'émergence d'artistes de renom comme Robert Musil, Gustav Klimt ou Egon Schiele. La Première Guerre mondiale met cependant un terme à cette époque d'effervescence culturelle. Profondément anti-nationaliste, Perutz est appelé à servir sur le front de l'Est où il sera blessé, recevant une balle dans le poumon. Une fois rétabli, Perutz passe le reste de la guerre à travailler au bureau de presse avant de se marier en 1918. L'un de ses premiers ouvrages, Le Marquis de Bolibar, renvoie d'ailleurs à une situation de guerre, et sa description de la réalité cruelle d'une armée en campagne semble « authentique ».

### Le succès
Leo Perutz publie en 1915 son premier roman, La Troisième Balle, ouvrage caractéristique de son style, qui fait suivre au lecteur une poursuite inexorable dans l'Amérique du Sud en cours de colonisation par les Espagnols.
Il lit Émile Zola, Robert Louis Stevenson, Anatole France, G. Lenotre, et continue ses romans et ses voyages. Au printemps 1925, il séjourne à Tunis, Sfax et Kairouan, puis en URSS en 1926-1927.
Les années d'après-guerre seront l'apogée du succès de Perutz, ses romans étant traduits dans toute l'Europe et adaptés au cinéma. Publié en 1918, Le Tour du cadran est ainsi un succès populaire qui attire l'attention d'Hollywood. Les droits du livre sont en effet achetés en 1920 par la M.G.M. qui toutefois n'en fait rien. Le cinéaste Friedrich Wilhelm Murnau a souhaité, en vain, les racheter en 1925. Quant à Alfred Hitchcock, il avoue dans ses entretiens avec François Truffaut qu'il s'est inspiré du roman pour son film Les Cheveux d'or (The Lodger). Ces succès s'accompagnent d'une vie familiale épanouie qui voit la famille Perutz et leurs enfants s'installer dans une relative aisance matérielle et financière.
Le Cosaque et le Rossignol, écrit en 1927 avec l'écrivain autrichien Paul Frank, sert de base à un film tourné en 1935. Perutz collabore à nouveau avec Frank pour l'écriture de plusieurs pièces de théâtre. En collaboration avec Hans Adler, il signe en 1930 la pièce de théâtre Die Reise nach Preßburg (littéralement : Le Voyage à Presbourg) qui ne rencontre pas le succès espéré. En 1931, Ian Fleming, le créateur de James Bond, lui écrit son admiration.

### L'exil
En 1933, son roman La Neige de Saint Pierre est interdit par les nazis dès sa parution. À la suite de l'Anschluss, il prend la décision de fuir l'Autriche en 1938, d'abord à Venise avant de rejoindre son frère en Palestine. Installé à Tel-Aviv, il reprend son métier d'actuaire, sans rien publier jusqu'en 1953.
Il supporte mal sa nouvelle vie au Proche-Orient, se languissant d'une Europe cosmopolite disparue, le tout sous une chaleur écrasante qu'il peine à supporter. En outre, son anti-nationalisme, hérité de l'époque austro-hongroise, se conjugue mal avec la vie quotidienne et politique du nouvel État d'Israël, tout comme son objection au traitement réservé aux Palestiniens. Il partagera alors son temps entre sa nouvelle patrie et l'Autriche, qui n'est cependant plus le pays qu'il a connu, brisé par la guerre et où les grandes figures littéraires et intellectuelles ont disparu. Sa production littéraire se tarit : son dernier ouvrage, La Nuit sous le pont de pierre, n'est publié qu'en 1953, plus de quinze ans après le précédent.
Reçu à la Gorsedd de Bretagne à Riec-sur-Bélon en 1927, il devient membre actif du Comité de patronage d’An Oaled, une revue éditée par François Jaffrennou. Il rédigera deux lettres, adressées l'une au procureur général de la Cour d'appel de Rennes le 16 juillet 1945, l'autre au général de Gaulle le 1er octobre 1945, pour la défense de François Jaffrennou, emprisonné après la libération[réf. nécessaire].
C'est lors d'un de ces séjours à Bad Ischl, près de Salzbourg, qu'il meurt le 25 août 1957 ; il y est enterré. L'après-guerre voit une certaine désaffection pour son œuvre, mais il est bientôt tiré de l'oubli d'une part grâce à Jorge Luis Borges, qui avait préfacé trois de ses livres, d'autre part en France où le Prix Nocturne lui est attribué à titre posthume en 1962. Sa popularité en dehors du monde germanophone reste limitée et son œuvre a néanmoins progressivement sombré dans l'oubli.

## À propos de son œuvre

### Réception et postérité
L'œuvre de Perutz est reconnue par ses pairs. Ainsi, Jorge Luis Borges le considère comme l'un des grands auteurs policiers de son époque, notamment pour son roman Le maître du jugement dernier ; Robert Musil dit de lui qu'il a inventé son propre genre littéraire ; Italo Calvino, Graham Greene, Ian Fleming ainsi qu'Alfred Hitchcock ont compté parmi ses fidèles lecteurs.
Jean Paulhan et Roger Caillois l'ont révélé au public français, en lui attribuant notamment en 1962 le prix Nocturne, créé par Roland Stagliati et un des animateurs de la revue Fiction. Paulhan écrivait en juillet 1962 dans La Nouvelle Revue française : « Le Marquis de Bolibar, trop peu connu, fait plus d'une fois songer aux premiers romans de Balzac. ». C'est ce livre qui est cité par les critiques de la revue Fiction parmi les grands romans fantastiques du XXe siècle[réf. nécessaire].

### Analyse
Perutz a oscillé entre de nombreux genres différents. Cette extrême diversité a pu jouer un rôle dans l'oubli critique et populaire dans lequel son œuvre est tombée progressivement. Celle-ci mêle fiction populaire, par ses intrigues millimétrées et au rythme soutenu, et grande littérature, par la « complexité surréaliste » des thèmes abordés. Nombre de ses romans ont les atours de récits historiques, « souvent proches du conte », ou mêlent fantastique et intrigues policières.
Dès Le marquis de Bolibar, l'un de ses premiers romans publié en 1920, Perutz a recours à ce que Musil a appelé la « fiction journalistique ». En effet, l'auteur puise son inspiration de ses souvenirs de guerre et décrit tant la réalité cruelle d'une armée en campagne que les sentiments des soldats. Néanmoins, cette apparence de réalité et d'authenticité se mêle à un récit étrange au dénouement surréaliste. De même, dans Le maître du jugement dernier paru en 1923, Perutz mélange les genres, entre polar, « cauchemar existentialiste lovecraftien » et subtil commentaire sur le caractère ineffable de l'inspiration artistique.
Les intrigues élaborées par Perutz, complexes, révèlent dès ses premières oeuvres une grande maîtrise de la narration. Le marquis de Bolibar est à cet égard un exemple remarquable, de nombreuses révélations imbriquées parsèment l'intrigue et n'éclosent que plusieurs dizaines ou centaines de pages plus loin. Cette complexité n'empêche pas une efficacité remarquable, faisant de ses romans de véritables page-turners.
Le thème de l'identité revient fréquemment dans l'œuvre de Perutz. Son obsession pour cette question se transmet à ses personnages, lesquels assument ou endossent contre leur gré de fausses personnalités. Le protagoniste de Où roules-tu, petite pomme ? crée un faux personnage si puissant qu'il s'y perd ; dans Le Cavalier suédois, il interroge la capacité à s'approprier une nouvelle identité. À la lecture de ces deux œuvres, il semble que de tels efforts soient inévitablement voués à l'échec.

## Œuvres

### Romans
- Die dritte Kugel (1915) Publié en français sous le titre La Troisième Balle, traduit par Jean-Claude Capèle, Paris, Fayard, 1987  (ISBN 2-213-02092-2), réédition, Paris, LGF, coll. « Le Livre de poche. Biblio » no 3128, 1989  (ISBN 2-253-05144-6) ; réédition, Paris, Zulma, coll. « Z/a » no 18, 2015  (ISBN 978-2-84304-706-0)
- Das Mangobaumwunder. Eine unglaubwürdige Geschichte (1916), écrit en collaboration avec Paul Frank Publié en français sous le titre Le Miracle du manguier : une histoire invraisemblable, traduit par Jean-Jacques Pollet, Paris, Albin Michel, coll. « Les Grandes Traductions », 1994  (ISBN 2-226-06922-4) ; réédition, Paris, 10/18, coll. « Domaine étranger » no 2904, 1997  (ISBN 2-264-02305-8)
- Zwischen neun und neun (1918) Publié en français sous le titre Le Tour du cadran, traduit par Jean-Jacques Pollet, Paris, 10/18, coll. « Domaine étranger » no 2159, 1991  (ISBN 2-264-01609-4) ; réédition, Paris, Christian Bourgois, coll. « Titres », 2012  (ISBN 978-2-267-02337-4)
- Der Marques de Bolibar (1920) Publié en français sous le titre Le Marquis de Bolibar, traduit par Odon Niox Chateau, Paris, Albin Michel, 1930 ; réédition, Verviers, Marabout, coll. « Bibliothèque Marabout » no 709, 1980 ; réédition, Paris, LGF, coll. « Le Livre de Poche. Biblio » no 3236, 1995  (ISBN 2-253-93236-1)
- Der Meister des Jüngsten Tages (1923) Publié en français sous le titre Le Maître du Jugement dernier, traduit par Hugo Richter, Paris, Librairie-des Champs-Élysées, coll. « Le Masque fantastique » no 3, 1978  (ISBN 2-7024-0725-0) ; réédition sous le même titre dans une nouvelle traduction par Jean-Claude Capèle, Paris, Fayard, 1989  (ISBN 2-213-02306-9) ; réédition de la nouvelle traduction, Paris, LGF, coll. « Le Livre de poche. Biblio » no 3173, 1992  (ISBN 2-253-05966-8) ; réédition, Paris, Zulma, coll. « Z/a » no 16, 2014  (ISBN 978-2-84304-708-4)
- Turlupin (1924) Publié en français sous le titre Turlupin, traduit par Jean-Claude Capèle, Paris, Fayard, 1986  (ISBN 2-213-01897-9) ; réédition, Paris, LGF, coll. « Le Livre de poche » no 3150, 1991  (ISBN 2-253-05550-6) ; réédition, Paris, Stock, coll. « La Bibliothèque cosmopolite », 1998  (ISBN 2-234-0500-14)
- Der Kosak und die Nachtigall (1927), écrit en collaboration avec Paul Frank Publié en français sous le titre Le Cosaque et le Rossignol, traduit par Jean-Jacques Pollet, Paris, Albin Michel, coll. « Les Grandes Traductions », 1994  (ISBN 2-226-06924-0) ; réédition, Paris, 10/18, coll. « Domaine étranger » no 2957, 1998  (ISBN 2-264-02304-X)
- Wohin rollst du, Äpfelchen… (1928) Publié en français sous le titre Où roules-tu, petite pomme ?, traduit par Jean-Claude Capèle, Paris, Fayard, 1989  (ISBN 2-213-02257-7) ; réédition, Paris, LGF, coll. « Le Livre de poche. Biblio », no 3186, 1992  (ISBN 2-253-06223-5)
- St. Petri Schnee (1933) Publié en français sous le titre La Neige de Saint Pierre, traduit par Jean-Claude Capèle, Paris, Fayard, 1987  (ISBN 2-213-01909-6) ; réédition, Paris, LGF, coll. « Le Livre de poche. Biblio » no 3107, 1988  (ISBN 2-253-04773-2) ; réédition, Éditions Zulma, coll. « Z/a », 2016  (ISBN 978-2843047091)
- Der schwedische Reiter (1936) Publié en français sous le titre Le Cavalier suédois, traduit par Frédérique Daber, Paris, Seghers, coll. « Les Fenêtres de la nuit », 1982  (ISBN 2-221-00762-X) ; réédition sous le même titre dans nouvelle traduction par Martine Keyser, Paris, Phébus, 1987  (ISBN 2-85940-088-5) ; réédition de la nouvelle traduction, Paris, 10/18, coll. « Domaine étranger » no 1964, 1988  (ISBN 2-264-01164-5) ; réédition, Paris, Phébus, coll. « Libretto » no 32, 1999  (ISBN 2-85940-597-6)
- Der Judas des Leonardo (1959), publication posthume Publié en français sous le titre Le Judas de Léonard, traduit par Martine Keyser, Paris, Phébus, 1987  (ISBN 2-85940-078-8) ; réédition, Paris, 10/18, coll. « Domaine étranger » no 1965, 1988  (ISBN 2-264-01165-3) ; réédition, Paris, Phébus, coll. « Libretto » no 127, 2003  (ISBN 2-85940-885-1)

### Recueils de nouvelles
- Herr, erbarme Dich meiner (1930) Publié en français sous le titre Seigneur, ayez pitié de moi !, traduit par Ghislain Riccardi, Paris, Albin Michel, coll. « Les Grandes Traductions », 1988  (ISBN 2-226-03267-3) ; réédition, Paris, 10/18, coll. « Domaine étranger » no 2679, 1995  (ISBN 2-264-00126-7)
- Nachts unter der steinernen Brücke (1953) Publié en français sous le titre La Nuit sous le pont de pierre, traduit par Jean-Claude Capèle, Paris, Fayard, 1987  (ISBN 2-213-02065-5) ; réédition, Paris, LGF, coll. « Le Livre de poche. Biblio » no 3138, 1990  (ISBN 2-253-05350-3)
- Mainacht in Wien (1996), recueil posthume de fragments, de nouvelles et de textes inédits Publié en français sous le titre Nuit de mai à Vienne et autres récits, traduit par Jean-Jacques Pollet, Paris, Fayard, 1999  (ISBN 2-213-60138-0)

### Théâtre
- Die Reise nach Preßburg (1930), écrit en collaboration avec Hans Adler
- Morgen ist Feiertag (1935), écrit en collaboration avec Hans Adler et Paul Frank
- Warum glaubst Du mir nicht? (1936), écrit en collaboration avec Paul Frank

### Autres publications
- Die Feldgerichte und das Volksgericht (1919), pamphlet politique, publié de façon anonyme, dénonçant le système judiciaire de l'armée pendant la Première Guerre mondiale
- Das Gasthaus zur Kartätsche. Eine Geschichte aus dem alten Österreich (1920)
- Die Geburt des Antichrist (1921)

## Études
- Roland Stragliati, « Avez-vous lu Perutz ? », Fiction, avril 1962. Sans doute la première étude consistante en français sur Perutz.
- Nicole Zand, « Leo Perutz, athlète complet du roman fantastique », Le Monde, no 13321,‎ 27 novembre 1987, p. 29 (lire en ligne).

## Adaptations
Le Pont des ombres, un opéra par et pour les enfants, composé par Olivier Dejours, est inspiré de La Nuit sous le pont de pierre. La création de cet opéra a eu lieu début mars 2008 à l'Opéra du Rhin de Strasbourg.